# Суперництво Мессі — Роналду
Мессі — Роналду — футбольне суперництво між шанувальниками аргентинця Ліонеля Мессі та португальця Кріштіану Роналду. Здобувши 11 Золотих М'ячів на двох (5 у Роналду, 7 у Мессі), обидва вони широко розцінюються не тільки як найкращі гравців свого покоління, але також розглядаються багатьма як найкращі в історії. Обидва гравці регулярно забивали більше 50 голів в одному сезоні і забили понад 600 м'ячів у своїй кар'єрі за клуб та збірну. Вони також є єдиними двома гравцями, котрі оформили 7 хет-триків у Лізі чемпіонів. Спортивні журналісти та журналісти регулярно приводять у приклад індивідуальні заслуги обох гравців у спробі встановити, хто, на їхню думку, є найкращим у сучасному футболі. Це протистояння стоїть в одному ряду з минулими глобальними спортивними суперництвами, такими як Мухаммед Алі — Джо Фрейзер у боксі, Б'єрн Борг — Джон Макінрой у тенісі чи Айртон Сенна — Ален Прост у Формулі-1.
Під час інтерв'ю у 2015 році Роналду прокоментував суперництво, сказавши: «Я думаю, що ми іноді змушуємо рухатися вперед один одного в конкурентній боротьбі, тому конкуренція настільки висока» в той час як колишній тренер Роналду під час свого перебування в Манчестер Юнайтед сер Алекс Фергюсон висловив думку: «Я не думаю, що боротьба один з одним заважає їм, я думаю, що вони мають свою особисту гордість з точки зору бажання бути найкращими». Мессі заперечує будь-яке суперництво, кажучи, що це «лише засоби масової інформації, преса, яка хоче, щоб ми опинилися на гірках, але я ніколи не воював з Кріштіану». У відповідь на претензії, що він і Мессі не спілкуються добре на особистому рівні, Роналду прокоментував: «Ми не маємо відносин поза футбольним світом, як ми і не маємо з багатьма іншими гравцями», раніше додавши, що в найближчі роки він сподівається, що вони зможуть посміятися про це разом, зазначивши: «Ми повинні дивитись на це суперництво з позитивним духом, тому що це добре».
Деякі коментатори вважають за краще аналізувати різні статури і стилі гри обох, в той час як частина дебатів обертається навколо контрастних особистостей двох гравців Роналду іноді описується як хтось із темпераментного характеру в той час як Мессі зображується зі стриманим характером.
На клубному рівні з Мессі і Роналду, що представляють суперників ФК Барселона і Реал, два гравця зустрічаються один проти одного, принаймні двічі кожного сезону в найпопулярнішому в світі клубному матчі сезону, Ель Класико, який мав глобальну аудиторію 400 мільйонів глядачів у березні 2014 року. Поза полем вони є обличчям двох конкуруючих виробників спортивного одягу, Мессі-Adidas і Роналду-Nike, які також комплектують їхні національні команди і навпаки свої клуби. Двоє найбільш високооплачуваних гравців у футбол, Роналду і Мессі отримали у 2016 році $ 88 млн та $ 81,4 млн відповідно. Їхні акаунти в соцмережах є найпопулярнішими серед спортсменів які об'єднують 211 мільйон фанатів Facebook, з них Роналду — 122 мільйони, а Мессі — 89 мільйонів. [26] Роналду нещодавно зібрав у своєму Інстаграмі 400 мільйонів фанатів,тоді як Мессі станом на 12 Березня 2022 року мав 311 мільйонів підписників в Instagram.
| Футбольний м'яч | Це незавершена стаття про футбол. Ви можете допомогти проєкту, виправивши або дописавши її. |